# Нортон-Саунд
Нортон-Саунд (англ. Norton Sound) — залив в Беринговом море на западном побережье Аляски, расположенный к югу от полуострова Сьюард. Нортон-Саунд имеет длину 240 км и ширину 200 км. В Нортон-Саунд впадает река Юкон. Залив не замерзает с июня по октябрь.
Нортон-Саунд был исследован капитаном Джеймсом Куком в сентябре 1778 года. Название Нортон залив получил в честь сэра Флетчера Нортона, спикера Британской палаты общин.
На побережье Нортон-Саунд на протяжении многих веков обитали коренные жители Америки — юпики центральной Аляски и инупиаты; юпики жили к югу от залива, а инупиаты — к северу. Помимо Нома, в заливе также расположены города Элим, Головин, Стеббинс, Уайт-Маунтин, Коюк, Шактулик, Сент-Майкл и Уналаклит. Через прибрежные сёла между городами Уналаклит и Ном проходят ежегодные гонки на собачьих упряжках.
В честь залива был назван американский гидроавианосец типа «Керритак» USS Norton Sound (AVM-1).